# 무송

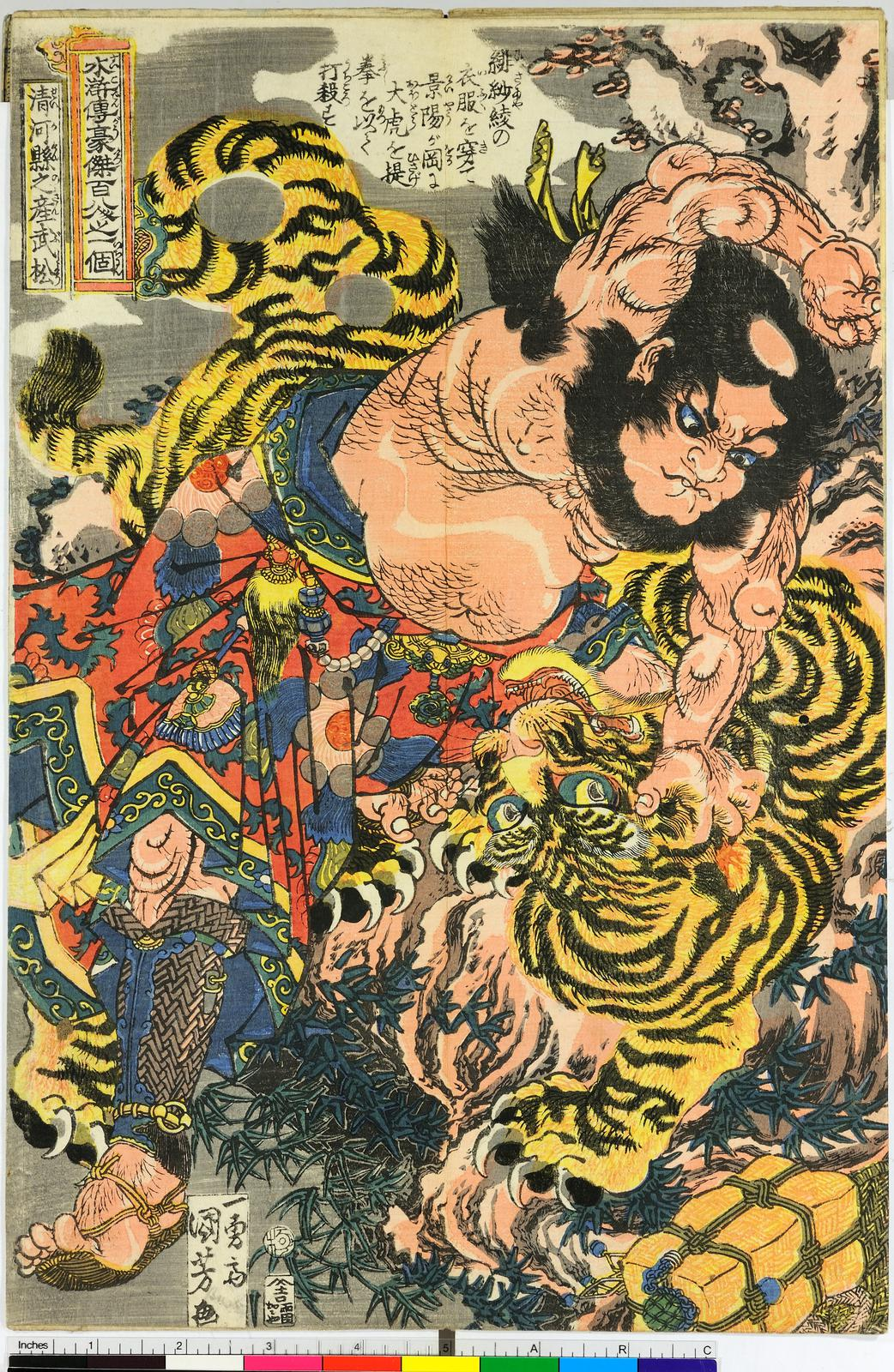

무송(중국어 정체자: 武松 우쑹[*])은 중국의 사대기서인 《수호전》과 《금병매》에 등장하는 인물로, 108성 중 14위이자 천강성(天罡星)의 천상성(天傷星)에 해당한다. 식인 호랑이 퇴치, 반금련과 서문경에게 원수 갚기 등으로 알려져 있다. 별호는 행자(行者)로 불교 수행자의 모습을 하고 있는 데서 유래. 날카로운 눈과 굵은 눈썹을 가진 대담하고 큰 남자로, 엄청나게 술을 좋아하는 애주가이다. 권법의 사용자이며 행자 모습이 된 후에는 2개의 계도도 사용하였다. 친형은 무대랑(武大郞). 형수는 반금련, 송강, 장청, 손이랑, 시은과는 의형제 관계이다.
수호전 23회부터 10회에 걸쳐 주인공으로 활약하였으며, 특히 이 10회를 '무십회(武十回)'라고 불렀으며, 4대 기서 중 하나인 '금병매'는 이 '무십회'를 더욱 자세하게 그린 작품이다. 또한 맹주(孟州) 도착까지 그 후 성격이 변화함에 따라 원래는 주인공이 다른 이야기를 조합하여 만들었다고 하며, 《수호전》이 여러 설화를 모아서 만들어졌다는 설명을 할때 인용하는 경우가 많다.

## 생애
술 때문에 실수로 관리를 죽인 이유로 시진의 저택에 몸을 기대고 숨어 있었다. 그곳에서 도망쳐 온 송강과 만나 의형제를 맺는다. 그 후 죽은 줄 알았던 관리가 실은 실신했을 뿐이라는 것이 판명되어 고향 청하현(淸河縣)으로 돌아가는 길에 경양강(景陽岡)의 식인 호랑이를 퇴치함으로써 양곡현(陽穀縣)의 도두로 임명된다. 또 양곡현에서 일하던 친형 무대랑과 재회하였는데, 무대랑은 무송이 출장을 간 동안 형수인 반금련과 정부 서문경에 의해 독살된다. 형의 죽음에 의문을 품은 무송은 동분서주하여 확실한 증거를 파악하고 형의 49재에 반금련과 서문경을 살해하여 원수를 갚고 그 길로 현으로 자수하여 맹주(孟州)로 유배를 간다.(《금병매》에서는 두 사람을 죽이지 못하고 훗날 서문경 사후에 반금련에게 복수한다).
호송 중 들른 주점(장청과 손이랑 부부가 경영)에서 몽한약이 든 술을 받지만 무송은 이를 눈치채고 술을 마신척 쓰러지면서 자신을 고기만두로 만들려던 장청 부부를 역으로 응징한다. 이후 맹주에 도착해서 전옥의 아들이자 유흥가 '쾌활림(快活林)'을 관리하던 시은의 신세를 진다. 그러나 시은과 유흥가를 둘러싸고 대립하던 장단련(張團練) 휘하의 '장문신(蔣門神) 장충(蔣忠)'을 때려눕힘으로써 원한을 사고, 맹주에 부임한 장단련의 일족인 총독 장몽방(張蒙方)으로부터 누명이 씌워져 다시 유배된다. 더욱이 호송 중 자객에게 습격당한 것에 격분하여 자객과 호송 관리들을 해치우고 장충과 장단련·장몽방 일가를 몰살시키자 이번에는 자수하지 않고 도망친다. 그러던 중 장청 부부와 재회해 노지심, 양지가 있는 청주(靑州)의 이룡산(二龍山)으로 입산을 권유받고 떠나게 된다. 또한 이때 추격자로부터 벗어나기 위해 불교의 수행자로 변장하였고, 이것이 별호의 유래가 되었다. 이룡산 입산 후에는 나중에 합류한 시은, 조정, 장청, 손이랑 등과 함께 청주에서 일대 세력을 구축한다.
양산박 공략에 실패한 호연작이 청주성에서 재기를 꾀해 청주의 도화산(桃花山)을 공격할 때 재등장하여 청주의 산적들과 양산박의 합동군이 청주성을 공격하는 것에 가담한 뒤, 그대로 양산박에 입산한다. 보병군의 두령 중 한 명으로 활약하였으나 방랍 토벌 때 적의 도사 포도을과 교전 중 요술로 인해 한쪽 팔을 잃고, 개선 도중 주둔한 항주 육화사(六和寺)에서 중풍에 쓰러진 임충의 간병을 위해 남는다. 임충은 반년 후에 사망하였는데, 무송은 그 후에도 육화사에 머물며 80세에 천수를 다한다.

## 대중 문화
영상 매체에서 무송을 연기한 배우는 다음과 같다.
- 가이자오톈: 영화 《무송》(1963)
- 디룽: 영화 《수호전》(1972), 《쾌활림》(1972), 《탕구지》(1975), 《무송》(1982)
- 하나 하지메: 드라마 《수호전》(1973)
- 황신: 드라마 《민간전설의 임충》(1975)
- 주옌핑: 드라마 《수호》(1983)
- 류자후이: 드라마 《수호영웅전》(1992)
- 쉬관제: 영화 《수호소전》(1992)
- 단리원: 영화 《소녀 반금련》(1994)
- 청웨이취안: 드라마 《한쇄금병》(1995)
- 구관중: 드라마 《신금병매》(1994)
- 딩하이펑: 드라마 《수호전》(1998)
- 왕웨이: 드라마  《정의영웅 무이랑》(2001)
- 우칭저: 영화 《금병매2: 애적노예》(2009)
- 천룽: 드라마  《수호전》(2011)
- 유다칭: 드라마  《무송》(2013)
- 위안푸푸: 영화 《복호무송》(2020)